# Рудакевич-Базюк Стефанія
Рудакевич-Базюк Стефанія (* 1904 — 1985) — українська малярка-імпресіоністка. Брала участь в 1925–1936 роках у львівських виставках.
1927 року закінчила Мистецьку школу Олекси Новаківського. Входила до складу мистецького об'єднання «РУБ». Група постала 1932 у Львові; того ж року восени відбулася перша виставка, 1933 року вийшов мистецький альманах «Карби» (основна сторінка Б. Антонича). Ядро групи творили — імпресіоністи С. Луцик, Антон Малюца, І. Нижник, Р. Чорній, та модерністи — В. Гаврилюк і В. Ласовський.
Серед робіт —
- автопортрет,
- «Перед моїм вікном»,
- «Підлюте»,
- «Жовті квіти в Космачі»,
- «Альпи» т. ін.

З 1950 у Канаді.